# 지네우송 두스 산투스 리마
지네우송 두스 산투스 리마(포르투갈어: Dinélson dos Santos Lima, 1986년 2월 4일 ~ )는 브라질의 축구 선수로, 현재 포르투게자에서 뛰고 있다. K리그 당시 등록명은 지넬손을 사용하였다.